# Río Pembroke
El río Pembroke es una vía fluvial corta cerca de Pembroke, Pembrokeshire, oeste de Gales.

## Curso
El río nace en Hogeston Hill, cerca de Manorbier Newton, serpentea a través de Lamphey y pasa por el Castillo de Pembroke hasta su confluencia con Milford Haven Waterway en Pennar Mouth.

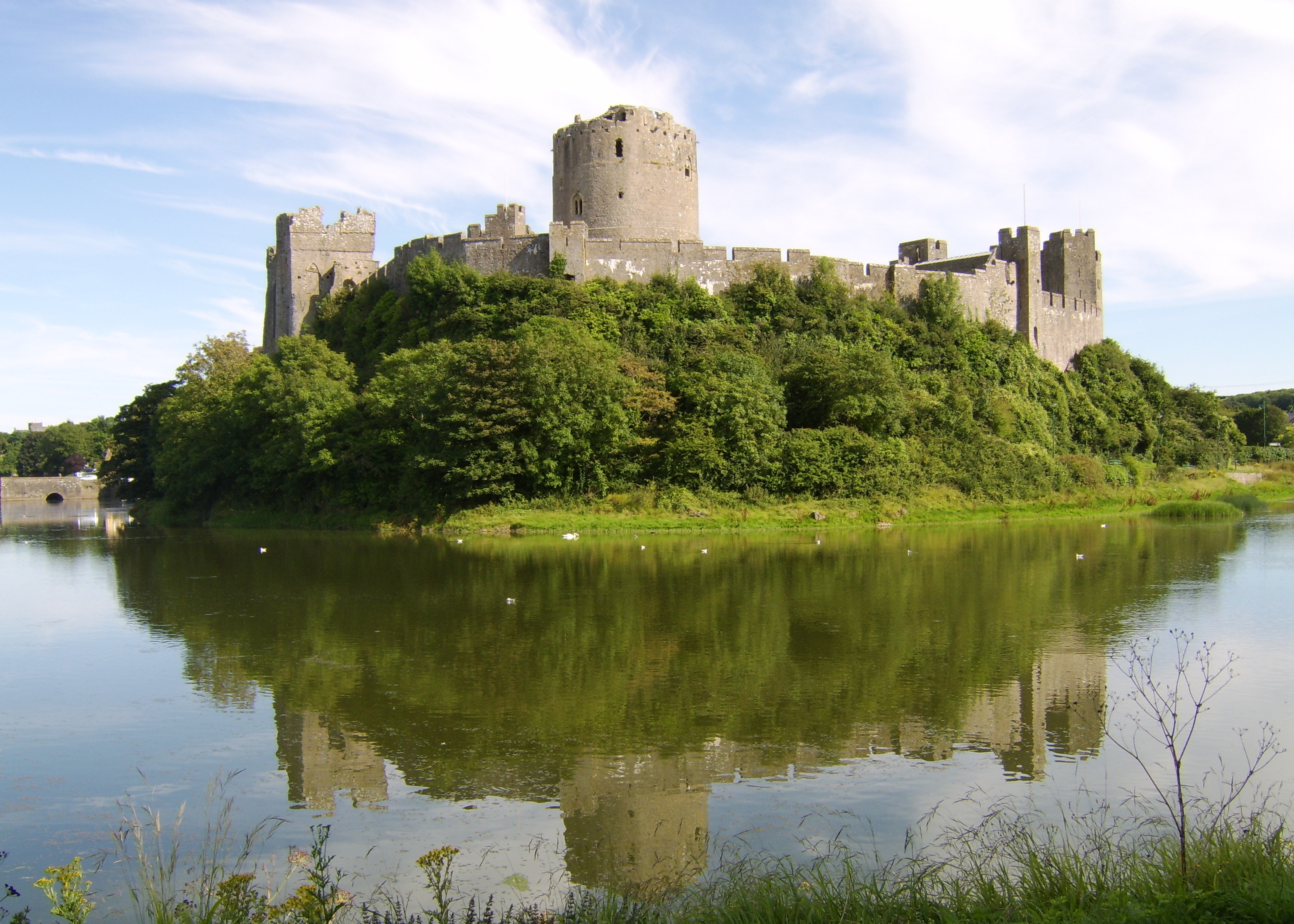
Castillo de Pembroke y estanque del castillo

Cuando el río llega a la ciudad de Pembroke, hay tres estanques, el primero de los cuales es Mill Pond, luego, río abajo, está Middle Mill Pond, seguido por Castle Pond debajo del castillo. El río es navegable para pequeñas embarcaciones desde Pennar hasta Mill Pond, pero normalmente está cerrado en Castle Pond. Se celebra una manifestación una vez al año para permitir la entrada de pequeñas embarcaciones a Castle Pond, y desde 1994 se celebra una carrera anual de canoas en el río.

## Historia
Un mapa isabelino de 1578 no menciona el río, pero sí menciona Pennar Mouth.
En 1804, The Cambrian reprodujo el texto de Political Survey of Britain de Campbell, citando:

Pennarmouth es la entrada de esa rama del puerto en la que se encuentra la ciudad de Pembroke, donde se encuentra la aduana de Milford. La entrada o anchura entre roca y roca es de sólo 200 yardas en marea alta y 112 yardas en marea baja, y de nueve a doce pies de profundidad. La navegación río arriba hasta la ciudad de Pembroke se ve muy obstaculizada por los escombros de las canteras de piedra caliza que se arrojan al río, lo que debería evitarse, o el lugar, con el tiempo, se tapará. Dentro de Pennarmouth se podría construir un muelle que contendría todos los barcos de Inglaterra, y que sería, tal vez, la cosa más grande del mundo de ese tipo.

 Poco después se construyó un astillero, no en el río Pembroke, sino en el río Cleddau justo al norte, que se convirtió en Pembroke Dockyard, desarrollándose hasta convertirse en la ciudad de Pembroke Dock. En un escrito de 1810, Richard Fenton señala que hay un ferry de Pembroke, aunque no menciona el nombre del río, que puede haber cruzado el Cleddau. Sin embargo, el río Pembroke claramente seguía siendo una vía fluvial importante, como describe el Diccionario topográfico de Lewis de 1833:

La ciudad está bellamente situada en una cresta elevada que se proyecta hacia la cabecera del Pennar Mouth Pill, formando el arroyo más grande del sur de Milford Haven, y que se divide en dos brazos, por los cuales, en marea alta, está casi aislado y sobre cada uno de los cuales hay un elegante puente de piedra... los habitantes consisten en personas de pequeña fortuna independiente, dueños de tiendas, taberneros y algunos cuyo negocio está en el muelle.

 Lewis también se refiere al río como "un brazo de Milford Harbour (que) termina en la ciudad". Además, dice:

La entrada desde Milford Haven al arroyo en cuya cabecera se encuentra la ciudad de Pembroke, en aguas bajas, tiene poco más de cien yardas de ancho y de nueve a doce pies de profundidad; pero al ascender se expande inmediatamente en un amplio tramo pantanoso, llamado Crow Pool, que contiene una gran cantidad de ostras excelentes.

En febrero de 1889, el río fue escenario de una tragedia cuando el transbordador Bentlass volcó y se hundió, ahogándose los 16 pasajeros y la tripulación.

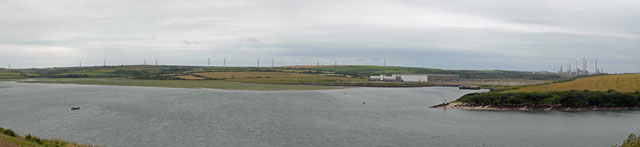
Río Pembroke desde Pennar Mouth